# Provincia de Omasuyos
La provincia de Omasuyos es una provincia boliviana que se encuentra en el departamento de La Paz, y cuya capital provincial es la ciudad de Achacachi. Tiene una superficie de 2065 km² y una población de 84 484 habitantes (INE 2012).

## Etimología del topónimo
La palabra Omasuyos procede del aimara /uma/ 'agua' y del quechua-aimara /suyu/ 'región, territorio, país, provincia'. La desinencia final /-s/ es plural del español, de acuerdo con los protocolos geográficos de los siglos XVI, XVII, cuando de por medio se refieren también al etnónimo.
El cambio de /u/ por /o/ es frecuente cuando las palabras pasan del quechua y el aimara (lenguas tres vocales) al español, (de cinco), particularmente a inicio y fin de palabra, o cuando la vocal está junto a un fonema post velar, que aquí no es el caso. 
Según el sistema semántico de estas lenguas, umasuyu se opone a urqusuyo 'región montañosa', del quechua /urqu/ 'cerro'. Los orcosuyos comienzan cerca de los pidemontes donde acaban las llanuras que, cuando son inundables, se llaman precisamente umasuyos.
Al parecer, la región de Umasuyos referida a la provincia boliviana que nos ocupa, lleva su nombre por los cenagales del estuario de Chijipina, punto central de la provincia. 
Por las razones semánticas que se anotan al discutir el lexema umasuyos, pueden hallarse lugres homónimos en varias partes de la región andina, particularmente del noroeste de Bolivia y el sureste del Perú, que no deben confundirse con el nombre y la localización de esta provincia.

## Historia

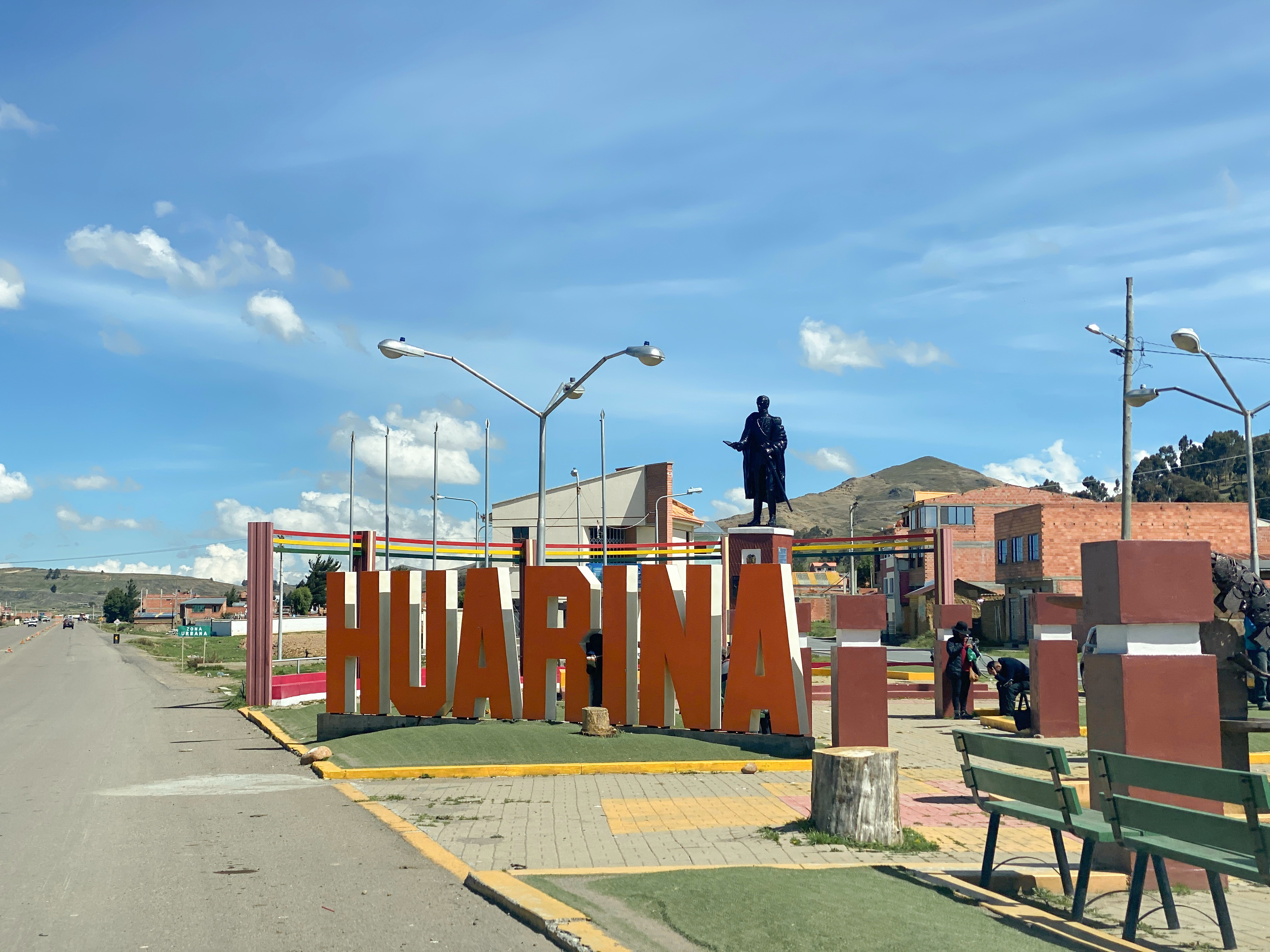
Municipio de Huarina, el cuarto municipio más poblado de la provincia

Durante la Guerra de la Independencia, se dio la insurrección de los partidos de Omasuyos, Pacajes y Larecaja en 1811 en contra del Imperio español. Como reacción a la derrota del primer ejército auxiliar de Buenos Aires en la Batalla de Huaqui, los indígenas de los partidos mencionados no aceptaron la restauración realista en sus territorios y se sublevaron comandados por el subdelegado de Larecaja, Juan Manuel Muñecas.
La provincia de Omasuyos fue creada el 23 de enero de 1826 en el gobierno del Mariscal Antonio José de Sucre.
El 6 de junio de 1951, fue creada la provincia de Manco Kapac por Ley N.º 2562, desprendiéndose de la provincia de Omasuyos. Esa misma fecha se determinó que fuese la ciudad de Copacabana la capital de la nueva provincia.
El 15 de julio de 2005, se creó por ley el nuevo municipio de Huarina con capital homónima, en la provincia de Omasuyos. Esta fue creada sobre el territorio de lo que fueron los cantones de Huarina y Copancara, anteriormente bajo jurisdicción del municipio de Achacachi.

## Geografía
La provincia es una de las veinte provincias que componen el departamento de La Paz. Limita al norte con las provincias de Camacho, Muñecas y Larecaja, al oeste y al sur con el lago Titicaca y al este con la provincia de Los Andes.

## División administrativa
La provincia de Omasuyos está dividida administrativamente en 6 municipios:
| Municipios        |
| ----------------- |
| Achacachi         |
| Ancoraimes        |
| Chua Cocani       |
| Huarina           |
| Santiago de Huata |
| Huatajata         |

## Demografía
De acuerdo con el censo boliviano de 2024, la población de la provincia de Omasuyos es de 94 158 habitantes.
La población de la provincia ha aumentado casi un tercio en las últimas tres décadas: 
| Año  | Habitantes | Fuente                  |
| ---- | ---------- | ----------------------- |
| 1992 | 73 703     | Censo boliviano de 1992 |
| 2001 | 85 570     | Censo boliviano de 2001 |
| 2012 | 84 634     | Censo boliviano de 2012 |
| 2024 | 94 158     | Censo boliviano de 2024 |

### Población por municipios
El municipio que más ha crecido porcentualmente en población fue el municipio de Huatajata. Su crecimiento hasta 2019 es de 71,4 % (desde 1992). El crecimiento de Huatajata se encuentra por encima del crecimiento promedio de la Provincia y del crecimiento promedio del departamento, aunque todavía se encuentra por debajo del promedio nacional. 
| Población Histórica de los municipios de la provincia de Omasuyos | Población Histórica de los municipios de la provincia de Omasuyos | Población Histórica de los municipios de la provincia de Omasuyos | Población Histórica de los municipios de la provincia de Omasuyos | Población Histórica de los municipios de la provincia de Omasuyos | Población Histórica de los municipios de la provincia de Omasuyos |
| Municipio                                                         | Censo de 1992                                                     | Censo de 2001                                                     | Censo de 2012                                                     | Estimación 2019                                                   | Crecimiento (1992-2019)                                           |
| ----------------------------------------------------------------- | ----------------------------------------------------------------- | ----------------------------------------------------------------- | ----------------------------------------------------------------- | ----------------------------------------------------------------- | ----------------------------------------------------------------- |
| Achacachi                                                         | 38 246                                                            | 45 875                                                            | 46 058                                                            | 47 143                                                            | 23,2 %                                                            |
| Ancoraimes                                                        | 13 653                                                            | 15 199                                                            | 13 136                                                            | 12 923                                                            | - 5,4 %                                                           |
| Chua Cocani                                                       | 4 340                                                             | 5 540                                                             | 5 003                                                             | 4 553                                                             | 4,9 %                                                             |
| Huarina                                                           | 7 982                                                             | 8 290                                                             | 7 948                                                             | 8 247                                                             | 3,3 %                                                             |
| Santiago de Huata                                                 | 6 921                                                             | 7 857                                                             | 8 562                                                             | 9 096                                                             | 31,4 %                                                            |
| Huatajata                                                         | 2 561                                                             | 2 809                                                             | 3 927                                                             | 4 390                                                             | 71,4 %                                                            |
| Provincia de Omasuyos                                             | 73 703                                                            | 85 570                                                            | 84 634                                                            | 86 352                                                            | 17,1 %                                                            |
| Departamento de La Paz                                            | 1 900 786                                                         | 2 350 466                                                         | 2 719 344                                                         | 2 904 996                                                         | 52,8 %                                                            |
| Bolivia                                                           | 6 420 792                                                         | 8 274 325                                                         | 10 059 856                                                        | 11 469 900                                                        | 78,6 %                                                            |